# São Benedito do Rio Preto
São Benedito do Rio Preto is een gemeente in de Braziliaanse deelstaat Maranhão. De gemeente telt 17.818 inwoners (schatting 2009).